# Ветау
Ветау (нем. Wethau) — община в Германии, в земле Саксония-Анхальт. 
Входит в состав района Бургенланд. Подчиняется управлению Ветауталь.  Население составляет 1008 человек (на 31 декабря 2010 года). Занимает площадь 4,21 км².